# Macalister-Range-Nationalpark
Der Macalister-Range-Nationalpark (englisch Macalister Range National Park) ist ein 56 Quadratkilometer großer Nationalpark in Queensland, Australien. Seit 1988 ist er wegen seiner natürlichen Schönheit, der Artenvielfalt, seiner Evolutionsgeschichte und als Habitat für zahlreiche bedrohte Tierarten als UNESCO-Weltnaturerbe Wet Tropics of Queensland gelistet.

## Lage
Der Park befindet sich in der Region Far North Queensland und liegt etwa 25 Kilometer nördlich von Cairns und 25 Kilometer südlich von Port Douglas. Im Westen grenzt er unmittelbar an den Kuranda und den Mowbray-Nationalpark.

## Geländeformen
Benannt nach dem Gebirgszug der Macalister Range schützt der Park eine zerklüftete, bewaldete Landschaft entlang der Küste Queenslands. Mount Charlie, mit 880 Metern die höchste Erhebung im Park, liegt auf der Wasserscheide der Great Dividing Range. Sie hat hier auf ihrer gesamten Länge den geringsten Abstand zur Küste.

## Flora und Fauna
Der Nationalpark wurde 2010 eingerichtet um den gefährdeten Helmkasuar (Casuarius casuarius johnsonii) zu schützen. Daneben leben hier gefährdete Maskenzwergpapageien (Cyclopsitta diophthalma macleayana) und Rostkauz (Ninox rufa).

## Einrichtungen
Der Park ist unerschlossen. Es gibt weder Einrichtungen noch Straßen.